# Phyllostylon
Phyllostylon är ett släkte av almväxter. Phyllostylon ingår i familjen almväxter.
Kladogram enligt Catalogue of Life:
| Phyllostylon | \| \| Phyllostylon brasiliensis \| \| \| \| \| \| Phyllostylon rhamnoides \| \| \| \| |
|              | \| \| Phyllostylon brasiliensis \| \| \| \| \| \| Phyllostylon rhamnoides \| \| \| \| |
|              | Hemiptelea                                                                            |
|              |                                                                                       |
|              | Holoptelea                                                                            |
|              |                                                                                       |
|              | Planera                                                                               |
|              |                                                                                       |
|              | almar                                                                                 |
|              |                                                                                       |
|              | Zelkova                                                                               |
|              |                                                                                       |
|              | Phyllostylon brasiliensis                                                             |
|              |                                                                                       |
|              | Phyllostylon rhamnoides                                                               |
|              |                                                                                       |

|  | Phyllostylon brasiliensis |
|  |                           |
|  | Phyllostylon rhamnoides   |
|  |                           |